# Liste der Auslandsvertretungen der Ukraine

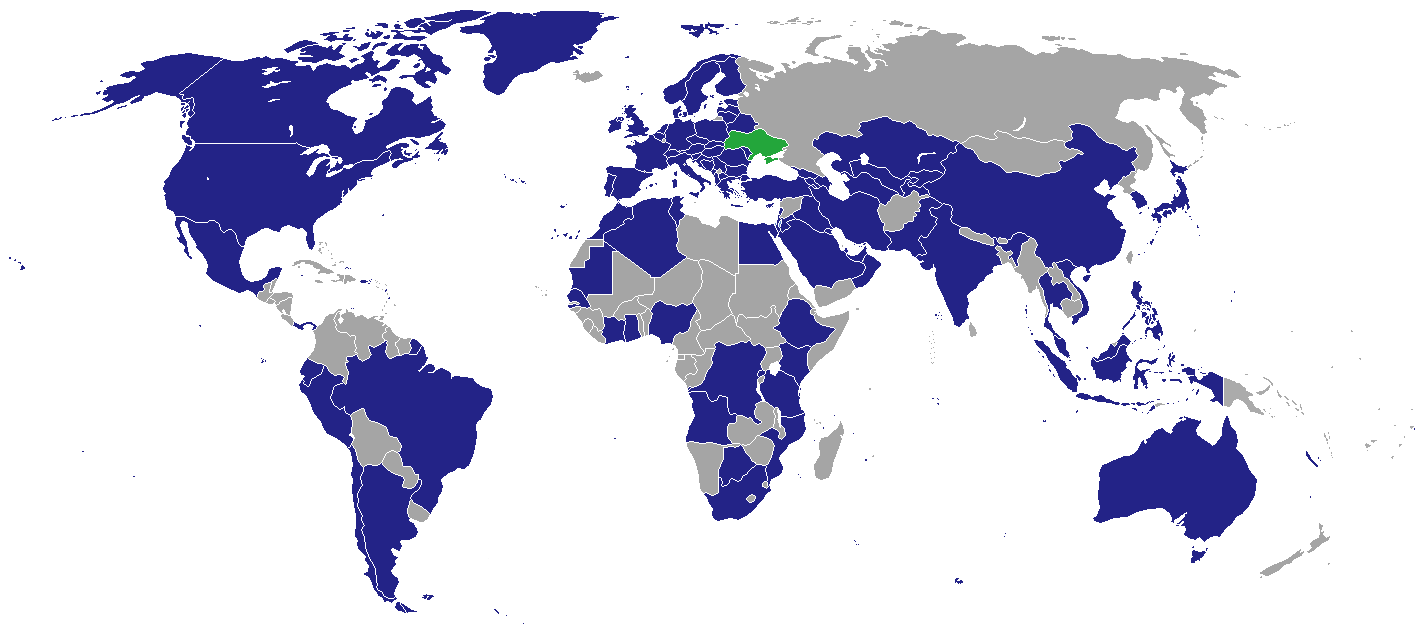
Standorte der diplomatischen Vertretungen (Botschaften und Konsulate, ohne Honorarkonsulate) der UKR

Dies ist eine Liste der diplomatischen Vertretungen der Ukraine.

## Europa
- Belgien: Brüssel, Botschaft
- Bosnien und Herzegowina: Sarajevo, Verbindungsbüro
- Bulgarien: Sofia, Botschaft
- Bulgarien: Warna, Generalkonsulat
- Dänemark: Kopenhagen, Botschaft
- Deutschland: Berlin, Botschaft

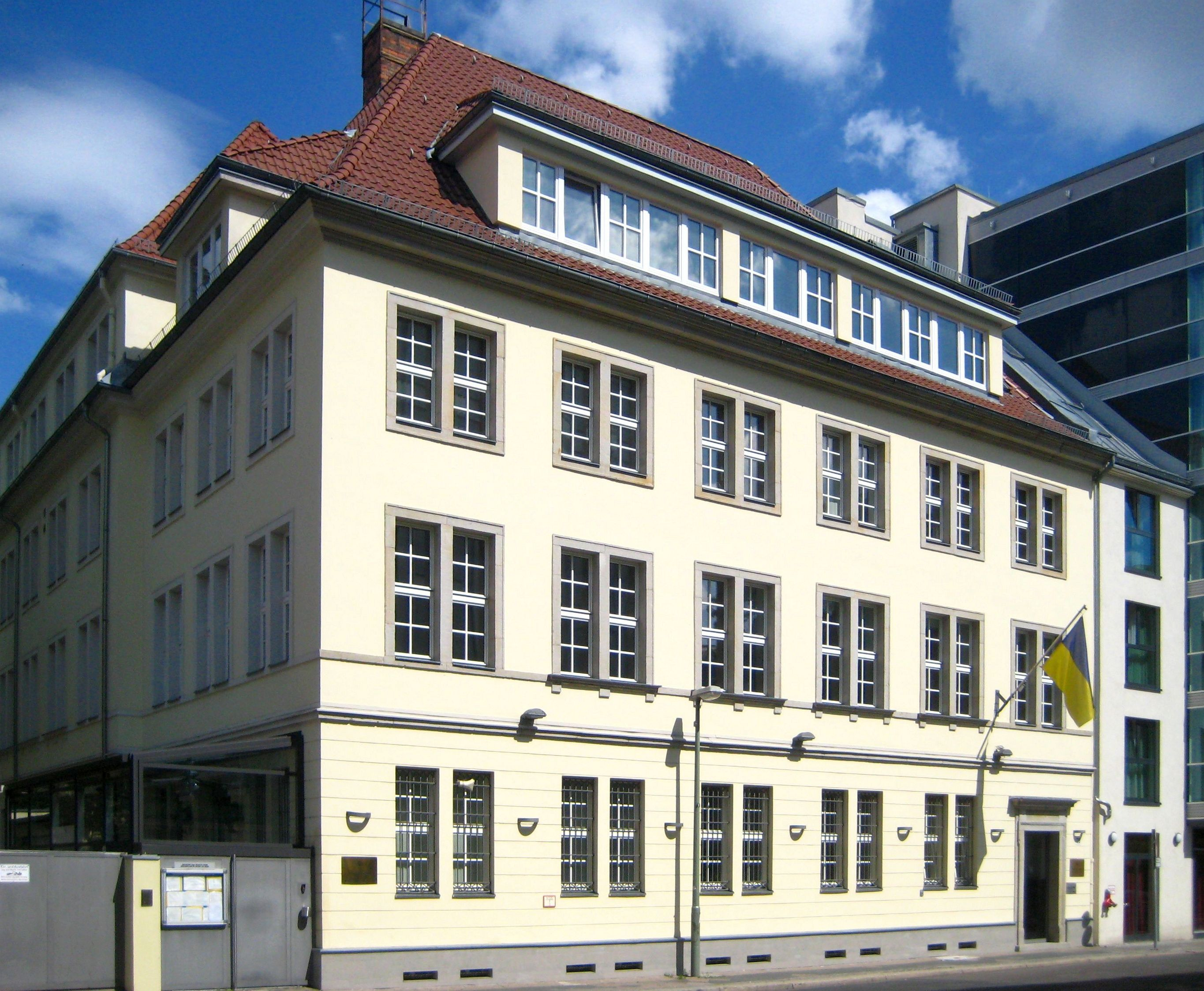
Ukrainische Botschaft in Berlin

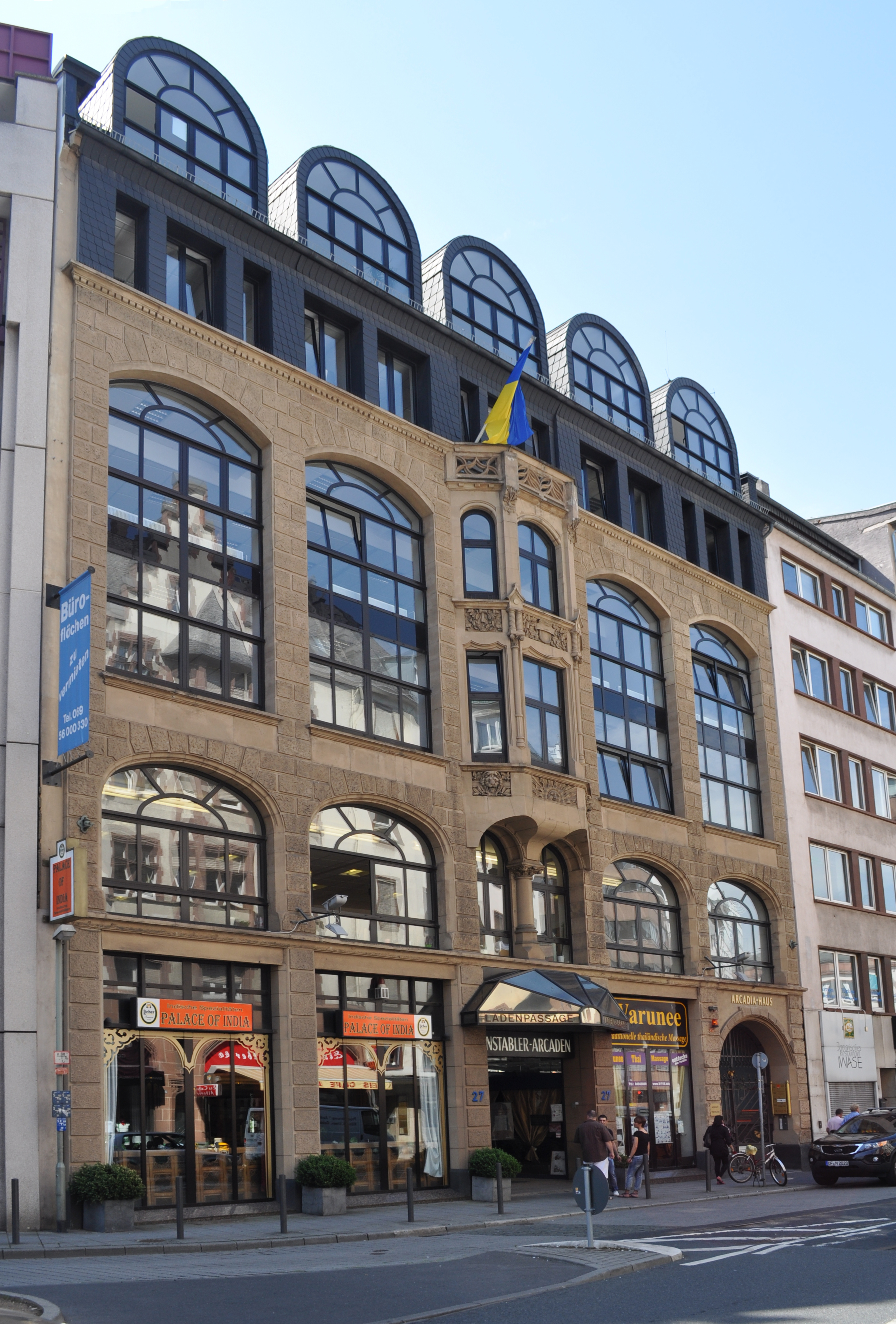
Ukrainisches Konsulat in Frankfurt

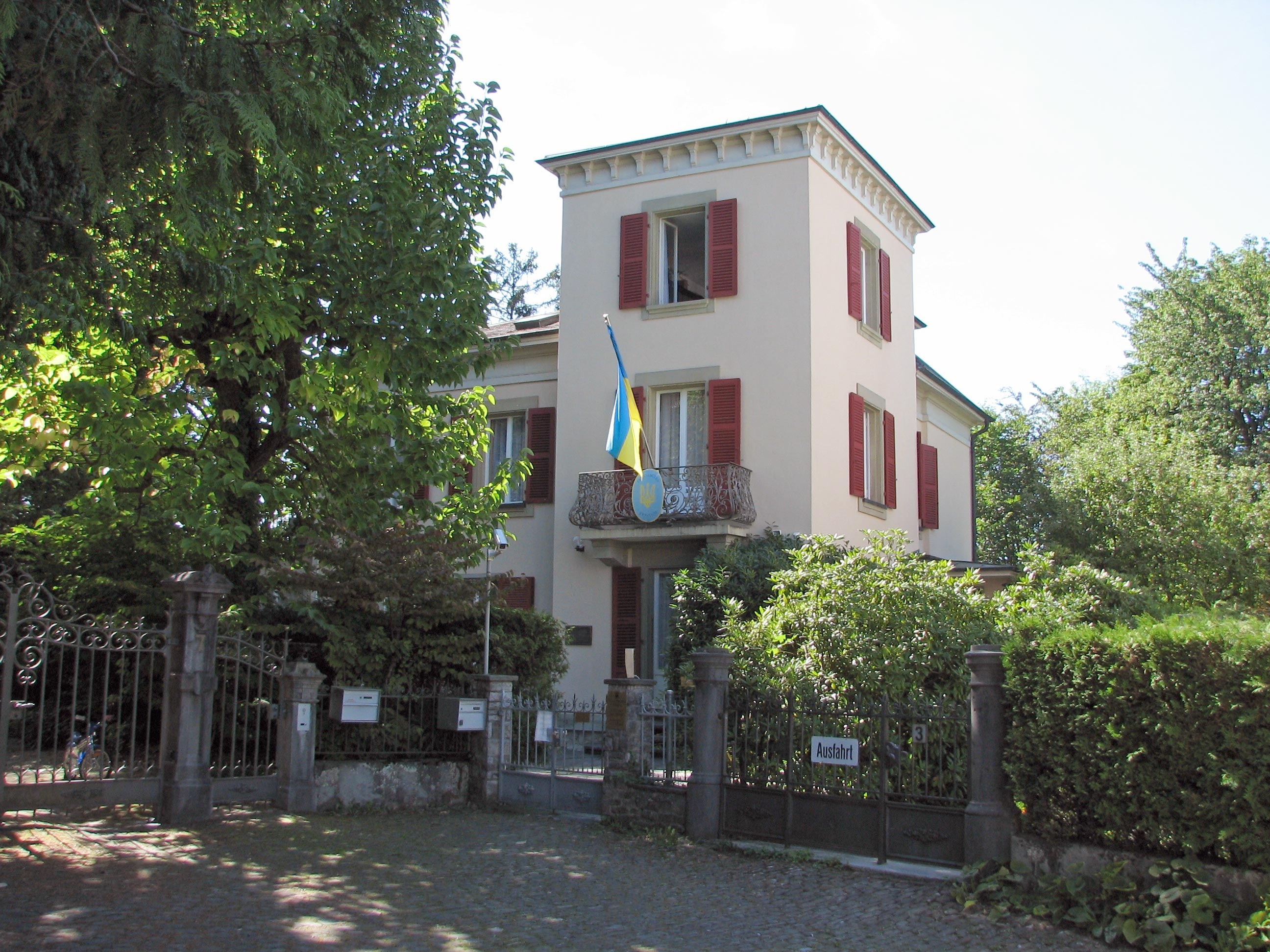
Ukrainische Botschaft in Bern

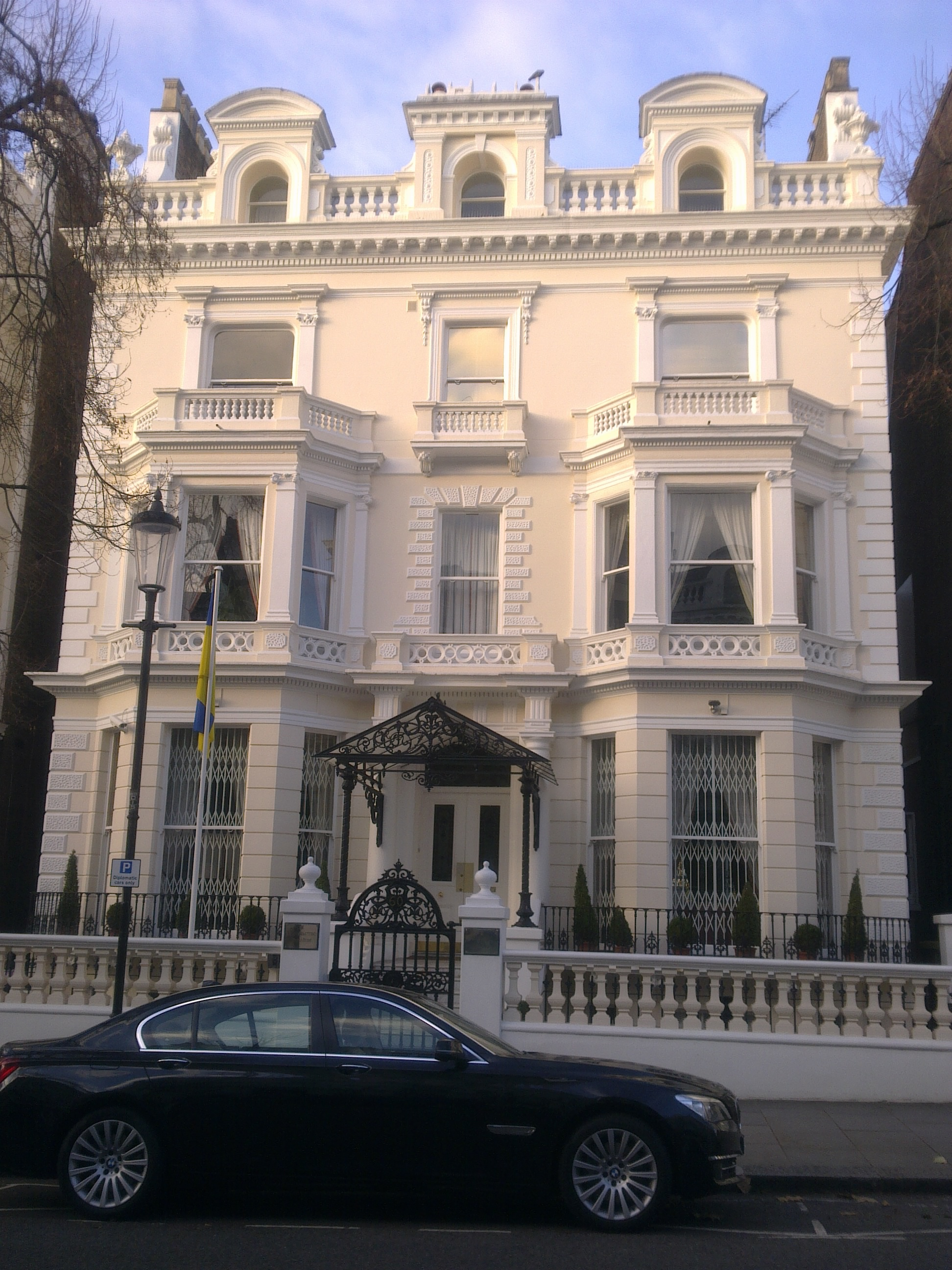
Ukrainische Botschaft in London

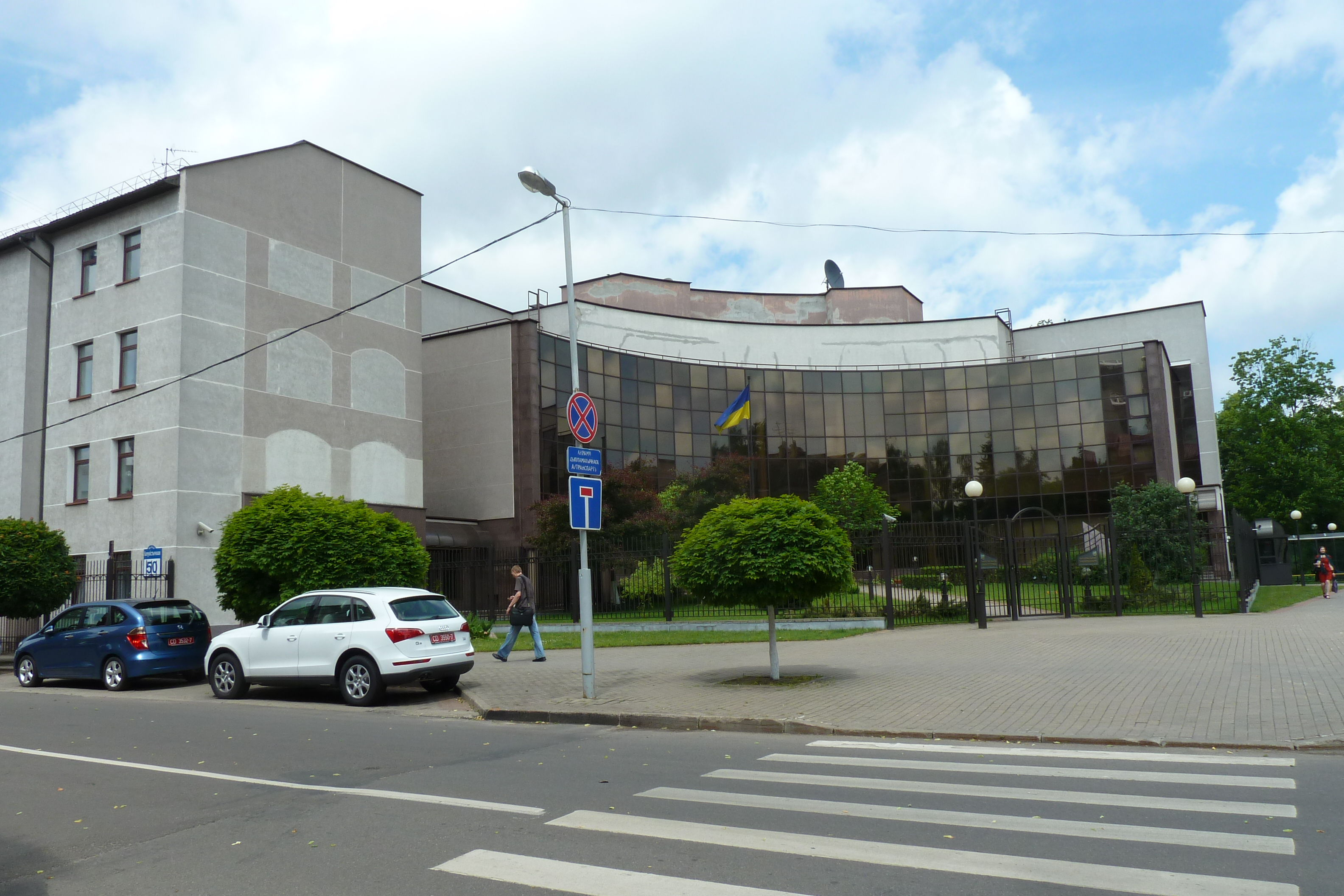
Ukrainische Botschaft in Minsk

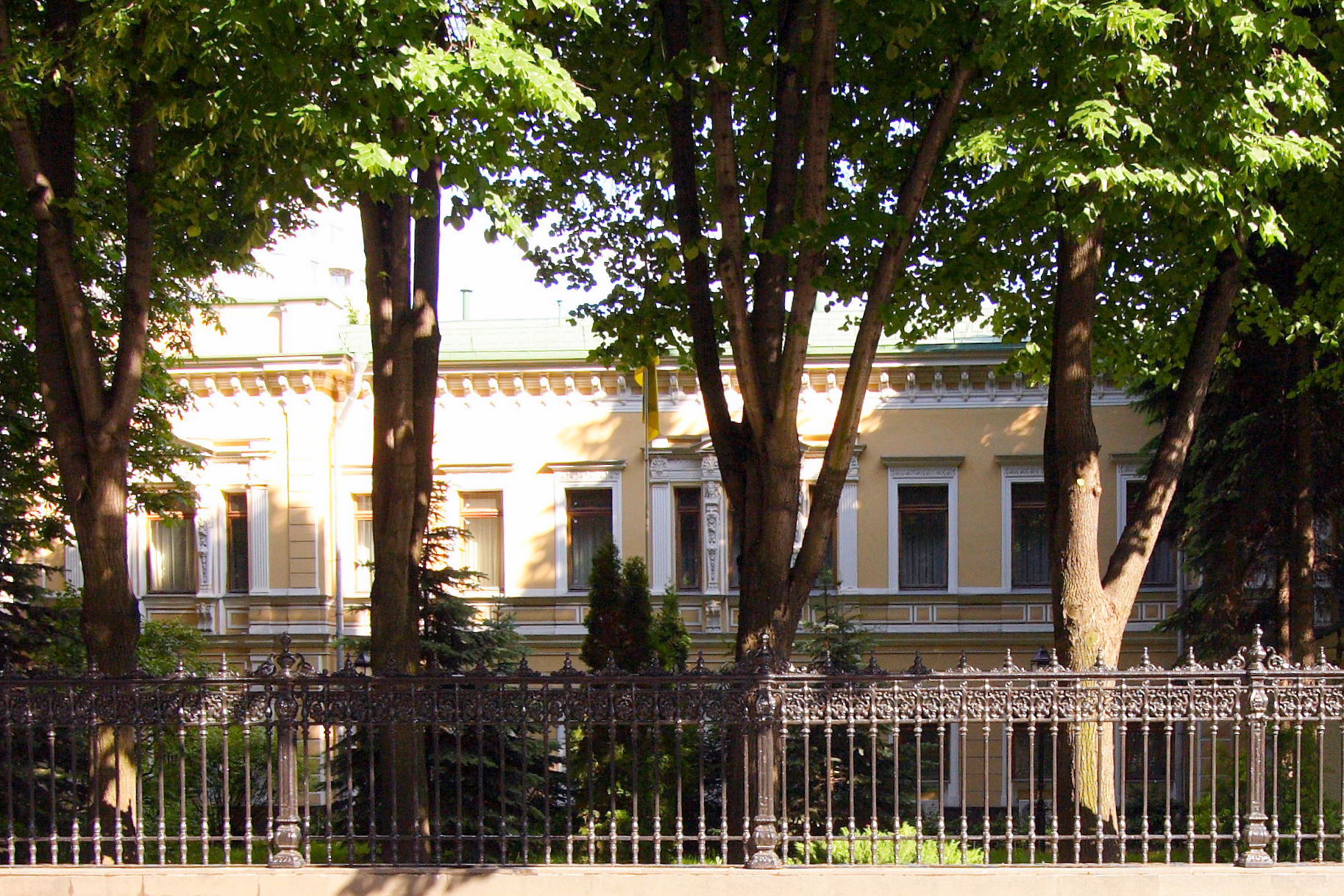
Ukrainische Botschaft in Moskau

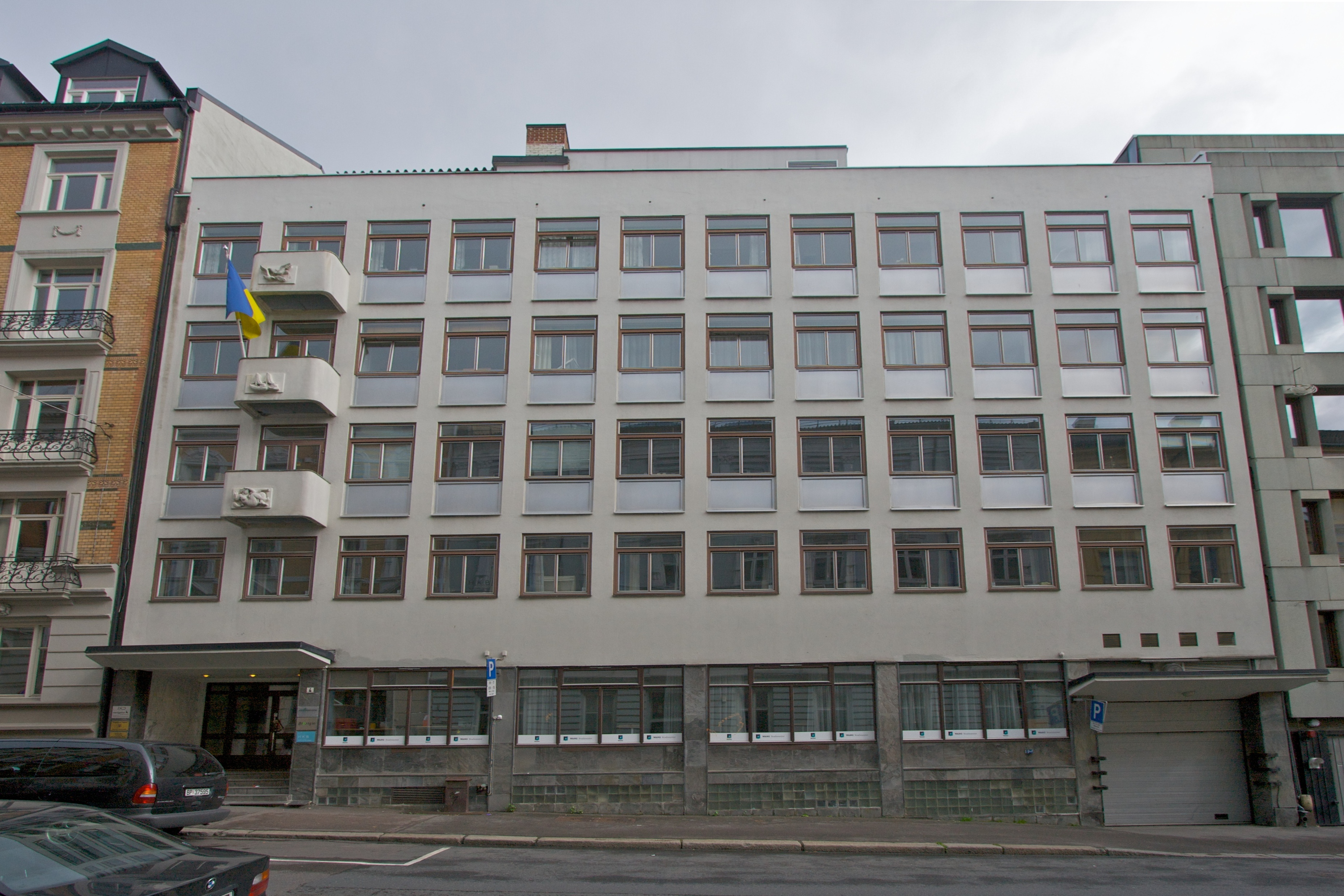
Ukrainische Botschaft in Oslo

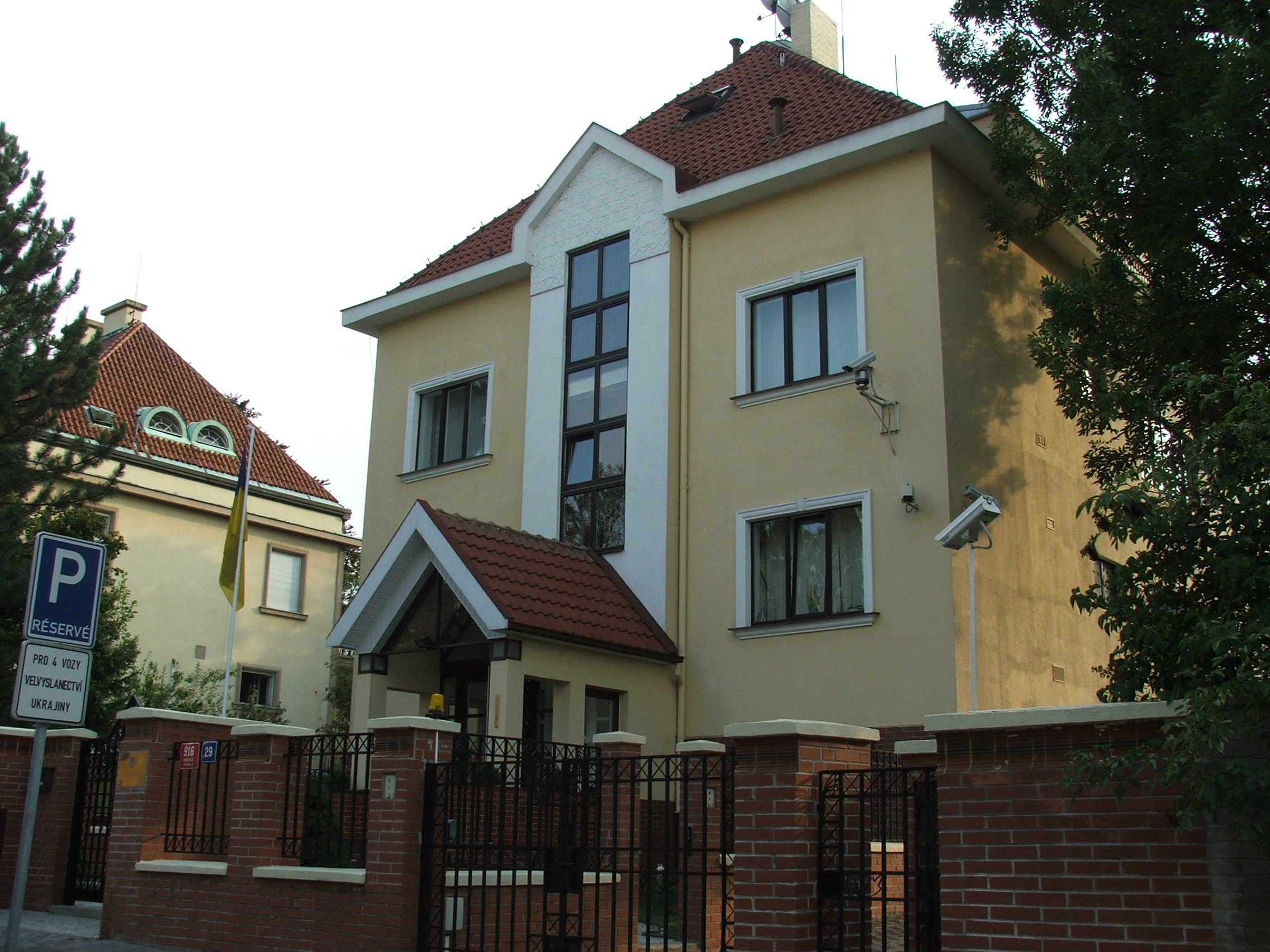
Ukrainische Botschaft in Prag

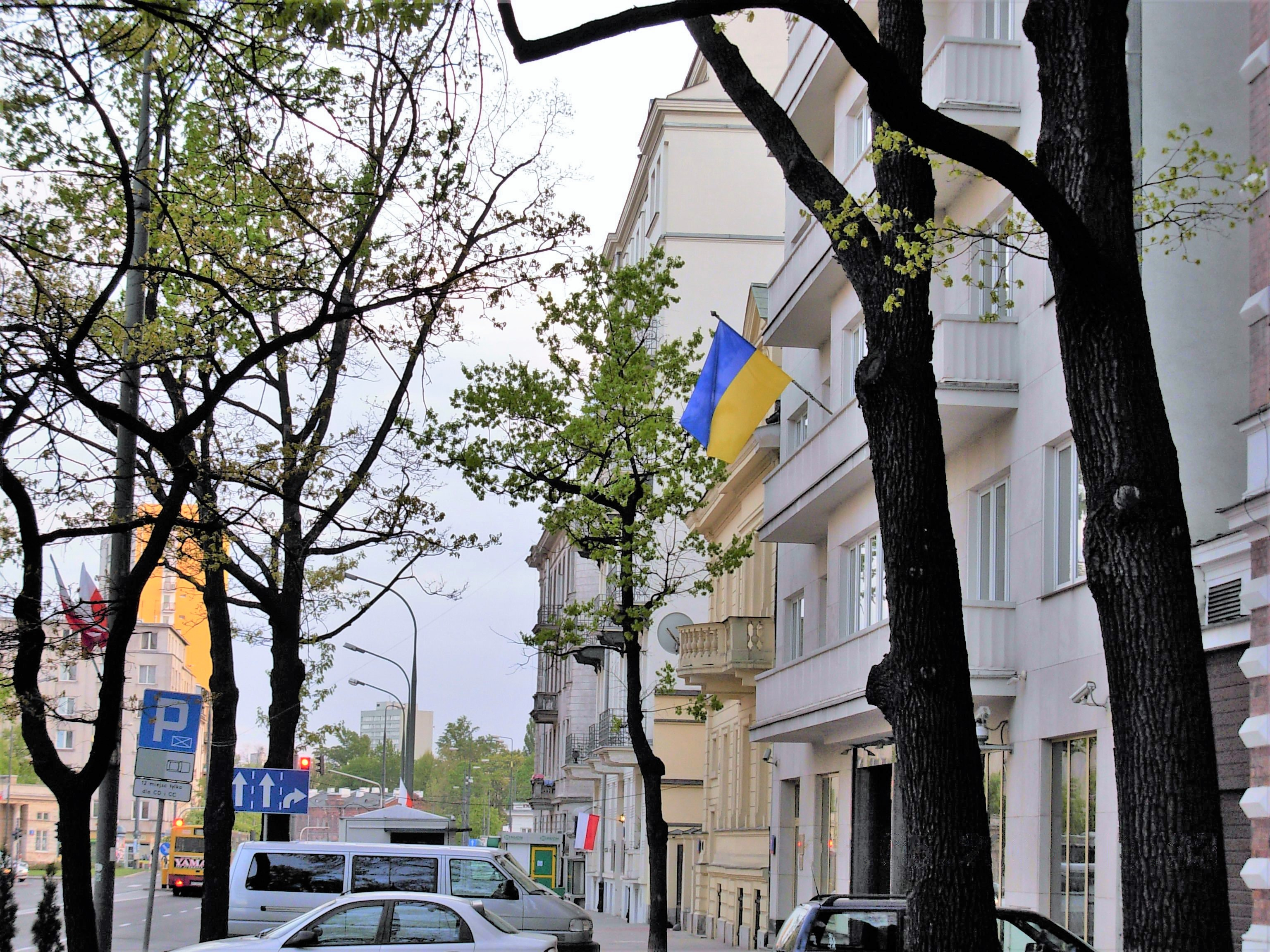
Ukrainische Botschaft in Warschau

- Deutschland: Düsseldorf, Generalkonsulat
- Deutschland: Frankfurt am Main, Generalkonsulat
- Deutschland: Hamburg, Generalkonsulat
- Deutschland: München, Generalkonsulat
- Estland: Tallinn, Botschaft
- Finnland: Helsinki, Botschaft
- Frankreich: Paris, Botschaft
- Frankreich: Marseille, Konsulat
- Georgien: Tiflis, Botschaft
- Georgien: Batumi, Generalkonsulat
- Griechenland: Athen, Botschaft
- Griechenland: Thessaloniki, Generalkonsulat
- Heiliger Stuhl: Rom, Botschaft
- Irland: Dublin, Botschaft
- Italien: Rom, Botschaft
- Italien: Mailand, Generalkonsulat
- Italien: Neapel, Generalkonsulat
- Kroatien: Zagreb, Botschaft
- Lettland: Riga, Botschaft
- Litauen: Vilnius, Botschaft
- Nordmazedonien: Skopje, Botschaft
- Moldau: Chișinău, Botschaft
- Moldau: Bălți, Konsulat
- Montenegro: Podgorica, Botschaft
- Niederlande: Den Haag, Botschaft
- Norwegen. Oslo, Botschaft
- Österreich; Wien, Botschaft
- Polen: Warschau, Botschaft
- Polen: Danzig, Generalkonsulat
- Polen: Krakau, Generalkonsulat
- Polen: Lublin, Generalkonsulat
- Portugal: Lissabon, Botschaft
- Portugal: Porto, Konsulat
- Rumänien: Bukarest, Botschaft
- Rumänien: Suceava, Generalkonsulat
- Russland: Moskau, Botschaft
- Russland: Rostow, Generalkonsulat
- Russland: Sankt Petersburg, Generalkonsulat
- Russland: Tjumen, Generalkonsulat
- Russland: Wladiwostok, Generalkonsulat
- Serbien: Belgrad, Botschaft
- Slowakei: Bratislava, Botschaft
- Slowakei: Prešov, Generalkonsulat
- Slowenien: Ljubljana, Botschaft
- Spanien: Madrid, Botschaft
- Spanien: Barcelona, Generalkonsulat
- Spanien: Málaga, Konsulat
- Schweden: Stockholm, Botschaft
- Schweiz: Bern, Botschaft
- Tschechien: Prag, Botschaft
- Tschechien: Brünn, Konsulat
- Ungarn: Budapest, Botschaft
- Ungarn: Nyíregyháza, Generalkonsulat
- Vereinigtes Königreich: London, Botschaft
- Vereinigtes Königreich: Edinburgh, Generalkonsulat
- Belarus: Minsk, Botschaft
- Belarus: Brest, Generalkonsulat
- Zypern: Nicosia, Botschaft

## Nordamerika
- Kanada: Ottawa, Botschaft
- Kanada: Toronto, Generalkonsulat
- Kuba: Havanna, Botschaft
- Mexiko: Mexiko-Stadt, Botschaft

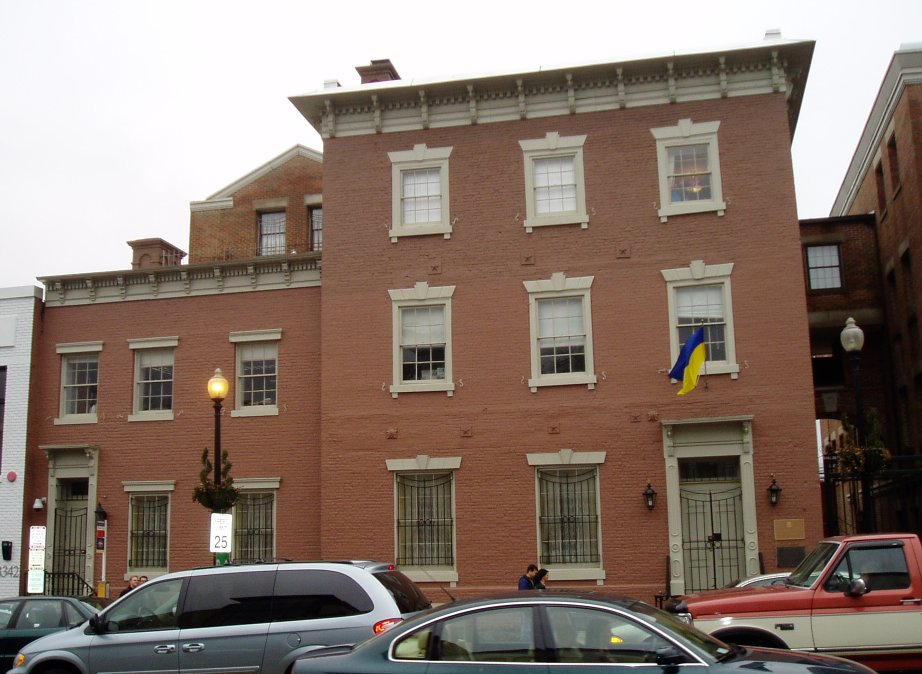
Ukrainische Botschaft in Washington, D.C.

- Vereinigte Staaten: Washington, D.C., Botschaft
- Vereinigte Staaten: Chicago, Generalkonsulat
- Vereinigte Staaten: New York, Generalkonsulat
- Vereinigte Staaten: San Francisco, Generalkonsulat

## Südamerika
- Argentinien: Buenos Aires, Botschaft
- Brasilien: Brasília, Botschaft
- Brasilien: Rio de Janeiro, Generalkonsulat
- Brasilien: Curitiba, Konsulat
- Peru: Lima, Botschaft

## Afrika
- Algerien: Algier, Botschaft
- Angola: Luanda, Botschaft
- Ägypten: Kairo, Botschaft
- Äthiopien: Addis Abeba, Botschaft
- Gabun: Libreville, Botschaft
- Kenia: Nairobi, Botschaft
- Libyen: Tripolis, Botschaft
- Marokko: Rabat, Botschaft
- Nigeria: Abuja, Botschaft
- Senegal: Dakar, Botschaft
- Südafrika: Pretoria, Botschaft
- Tunesien: Tunis, Botschaft

## Asien
- Armenien: Jerewan, Botschaft
- Aserbaidschan: Baku, Botschaft
- Volksrepublik China: Peking, Botschaft
- Volksrepublik China: Guangzhou, Generalkonsulat
- Volksrepublik China: Shanghai, Generalkonsulat
- Indien: Neu-Delhi, Botschaft
- Indonesien: Jakarta, Botschaft
- Iran: Teheran, Botschaft
- Irak: Bagdad, Botschaft
- Israel: Tel Aviv, Botschaft
- Israel: Haifa, Generalkonsulat
- Japan: Tokio, Botschaft
- Jordanien: Amman, Botschaft
- Kasachstan: Astana, Botschaft
- Kasachstan: Almaty, Generalkonsulat
- Kirgisistan: Bischkek, Botschaft
- Südkorea: Seoul, Botschaft
- Kuwait: Kuwait, Botschaft
- Libanon: Beirut, Botschaft
- Malaysia: Kuala Lumpur, Botschaft
- Pakistan: Islamabad, Botschaft
- Palästina: Ramallah, Verbindungsbüro
- Saudi-Arabien: Riad, Botschaft
- Singapur: Singapur, Botschaft
- Syrien: Damaskus, Botschaft
- Tadschikistan: Duschanbe, Botschaft
- Thailand: Bangkok, Botschaft
- Türkei: Ankara, Botschaft
- Türkei: Istanbul, Generalkonsulat
- Turkmenistan: Aşgabat, Botschaft
- Usbekistan: Taschkent, Botschaft
- Vereinigte Arabische Emirate: Abu Dhabi, Botschaft
- Vietnam: Hanoi, Botschaft

## Australien und Ozeanien
- Australien: Canberra, Botschaft

## Vertretungen bei internationalen Organisationen
- Europäische Union: Brüssel, Ständige Vertretung
- Gemeinschaft Unabhängiger Staaten: Minsk, Ständige Vertretung
- Vereinte Nationen: Genf, Ständige Vertretung
- Vereinte Nationen: New York, Ständige Vertretung
- Organisation der Vereinten Nationen für Erziehung, Wissenschaft und Kultur (UNESCO): Paris, Ständige Vertretung
- Europarat: Straßburg, Ständige Vertretung
- Organisation für Sicherheit und Zusammenarbeit in Europa (OSZE): Wien, Ständige Vertretung